# ミラノ市電7000形電車
7000形は、イタリア・ミラノの路面電車であるミラノ市電で使用されている車両の1形式。同市電初の超低床電車として、2000年から営業運転を開始した。

## 概要
第二次世界大戦以降、モータリーゼーションの影響で路線網の縮小が相次いでいたミラノ市電であったが、1990年代以降は路線の延伸や高規格化など再整備の流れが進んでいた。その中で、1976年以来となる新型車両にして、ミラノ市電初の超低床電車として導入されたのが7000形である。
7000形はイタリアのソシミが開発し、同社破産後はABBが展開していた路面電車車両のユーロトラムの1形式で、1996年の発注は同社が担当したが、試作車の製造はABBの鉄道車両部門を買収する形で設立されたアドトランツが担当した。更にその後アドトランツはボンバルディア・トランスポーテーションに買収されたため、量産車はボンバルディアが製造を実施した。
フランスのストラスブール・トラムに導入された最初のユーロトラムを基に設計されたフローティング車体を挟む7車体連接車で、車内全体が床上高さ350 mmの低床構造になっている。ストラスブール・トラム向け車両と同様に前面・側面共に大型窓を用いるが、運転台や乗降扉が片側のみに設置される片運転台車である他、車体デザインはカロッツェリアのザガートが手掛けたものに変更されている。車内の座席はクロスシートを基本とするが、先頭車体を除き台車が設置された車体にはロングシートが存在する他、運転台側のフローティング車体には車椅子スペースが設置されている。台車は車軸がない独立車輪式台車で、動力台車は軸箱外側に小型の主電動機が吊り掛け式に装荷され、動力は歯車を介して伝えられる。
試作車は1999年に完成し、試運転を経て翌2000年9月25日から営業運転を開始した。量産車は2002年までに製造が実施され、2016年時点で26両（7001 - 7026）が在籍する。高規格化が実施された路線に投入され、同年現在は15号線へ集中的に投入されている。

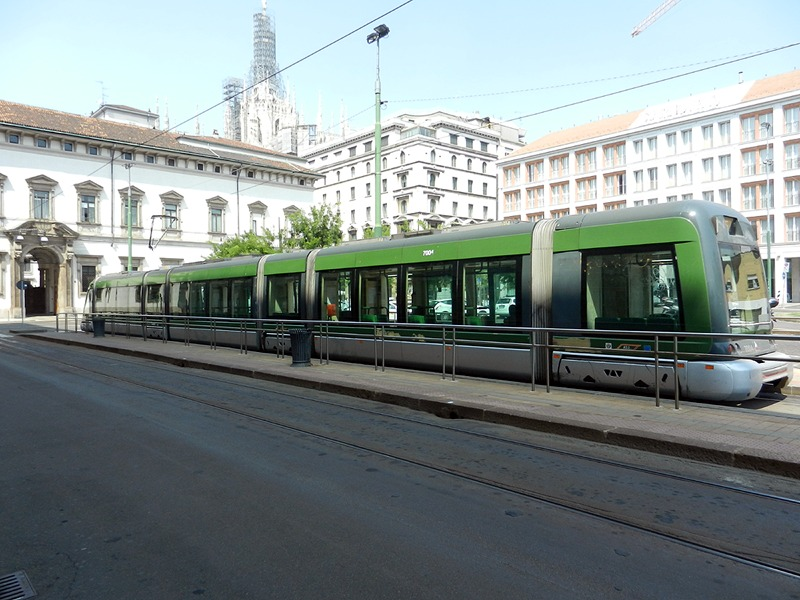
車体後方には運転台が存在しない（2012年撮影）
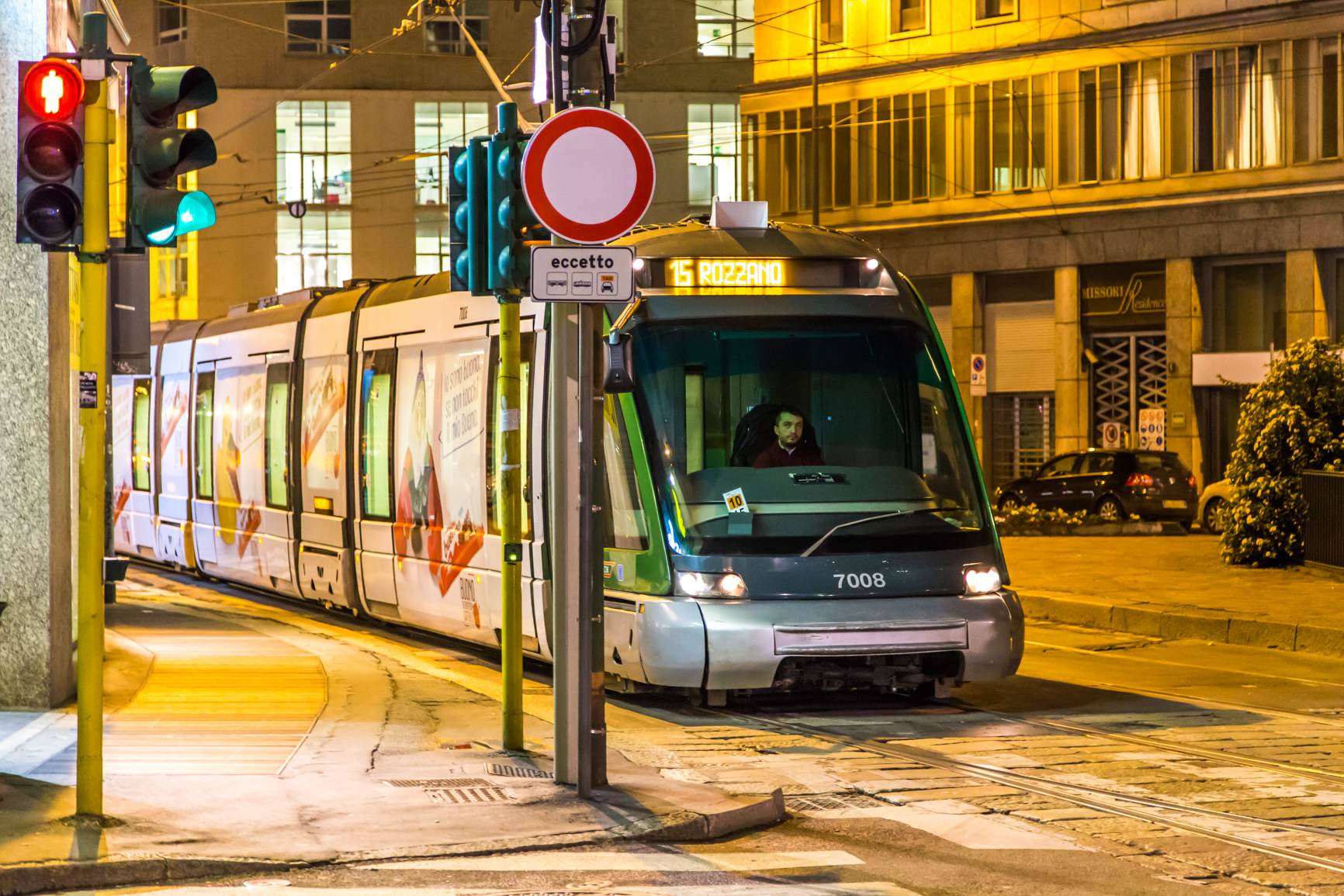
広告塗装（2014年撮影）
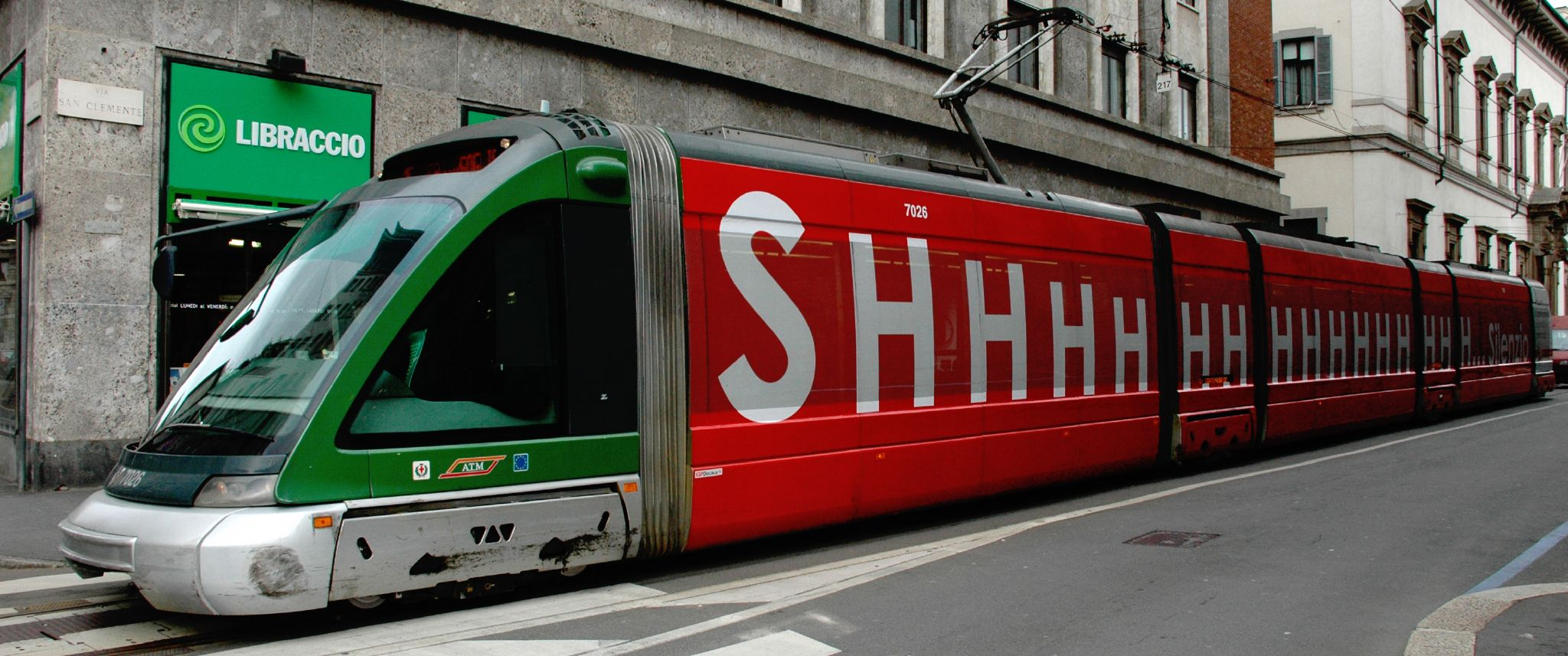
広告塗装（2008年撮影）

## 参考資料
- Sergio Viganò (1998-9). “Binari nuovi per Milano”. I Treni (Editrice Trasporti su Rotaie):  28-35.
- Sergio Viganò (2000-3). “Un gigante per Milano”. I Treni (Editrice Trasporti su Rotaie):  28-35.